# بريان تريسي
بريان تريسي (بالإنجليزية: Brian Tracy)‏ (من مواليد 5 يناير 1944) هو متحدث تحفيزي ومؤلف تطوير ذاتي أميركي من أصل كندي. ألف أكثر من سبعين كتابًا تُرجم إلى عشرات اللغات. أبرز كتبه الشعبية اربح ما تستحقه حقًا, أكل هذا الضفدع!, وعلم نفس الإنجاز.

## حياته
عمل تريسي كمدير عمليات في شركة تطوير. قبل تأسيس شركته بريان تريسي إنترناشيونال في عام 1984 في فانكوفر، كندا والتي كان رئيس مجلس إدارتها ورئيسها التنفيذي. تقدم الشركة استشارات حول القيادة والبيع وتقدير الذات والأهداف والإستراتيجية والإبداع وعلم النفس النجاح.
يقع المقر الرئيسي للشركة في بانكرز هيل، سان دييغو، كاليفورنيا. ويعمل تريسي كرئيس لثلاث شركات مقرها في سولانا بيتش (كاليفورنيا). حيث يدرّس المبيعات وإدارة الوقت والتطوير الشخصي وفن القيادة.

## مؤلفاته المترجمة للعربية
- بدأ بالأهم ولو كان صعبا (التهم هذا الضفدع): 21 طريقة ناجحة للقضاء على التسويف وإنجاز العمل بأقصر وقت، (ترجمة: هبة الله الغلاييني)، مكتبة العبيكان، 2007
- غير تفكيرك غير حياتك، مكتبة جرير، 2007
- قوة السحر - كيف تكسب أي شخص إلى صفك في أي موقف، مكتبة جرير، 2009
- الأهداف؛ كيف تحصل على كل شيء تريده أسرع مما ظننته ممكناً، مكتبة جرير، 2012
- ارسم مستقبلك بنفسك؛ كيف تتقن العوامل الاثنى عشر المهمة من أجل نجاح بلا حدود، مكتبة جرير، 2012
- التفاوض، (سلسلة "مكتبة براين ترايسي للنجاح") مكتبة جرير، 2014
- لا أعذار؛ قوة الإنضباط الذاتي، مكتبة جرير، 2017
- القيادة، (سلسلة "مكتبة براين ترايسي للنجاح") مكتبة جرير، 2017
- التسويق، (سلسلة "مكتبة براين ترايسي للنجاح") مكتبة جرير، 2017
- إستراتيجية العمل، (سلسلة "مكتبة براين ترايسي للنجاح") مكتبة جرير، 2017
- كيف تصبح ثرياً بطريقتك الخاصة، مكتبة جرير، 2017
- فقط اصمت وافعلها؛ 7 خطوات لتحقيق أهدافك، مكتبة جرير، 2018
- سيطر على وقتك تسيطر على حياتك، مكتبة جرير، 2018
- الإبداع وحل المشكلات، (سلسلة "مكتبة براين ترايسي للنجاح") مكتبة جرير، 2019
- نجاح المبيعات، (سلسلة "مكتبة براين ترايسي للنجاح") مكتبة جرير، 2019
- سيكولوجية البيع؛ زد من مبيعاتك أسرع وأسهل مما كنت تعتقد من قبل، مكتبة جرير، 2019
- النجاح المطلق للمبيعات : 12 خطوة بسيطة لبيع أكثر مما كنت تتخيل، (بالاشتراك مع: مايكل ترايسي)، مكتبة جرير، 2019
- اكسب مزيدا ًمن المال، مكتبة جرير، 2021

## روابط خارجية
- بريان تريسي على موقع IMDb (الإنجليزية)
- بريان تريسي على موقع ميوزك برينز (الإنجليزية)